# Lulu on the Bridge
Lulu on the Bridge ist ein Film aus dem Jahr 1998 nach einem Drehbuch Paul Austers. Es sollte zunächst von Wim Wenders verfilmt werden, der dem Autor jedoch riet, selbst Regie zu führen. So entstand die erste Regiearbeit von Auster. Die Dreharbeiten begannen im Oktober 1997 und wurden am 4. Januar 1998 in Irland abgeschlossen. Die Welturaufführung fand während der Internationalen Filmfestspiele von Cannes 1998 statt. Der Film wurde in der Sektion „Un Certain Regard“ gezeigt.

## Handlung
In Lulu on the Bridge geht es um die Protagonisten Izzy und Celia. Izzy ist ein zurückgezogen lebender Jazz-Saxophonist, der mit seiner Band in schlechten Bars auftritt, eine gescheiterte Ehe hinter sich hat und ein egoistisches Künstlerdasein führt. Eines Abends, während eines Bandauftrittes, wird Izzy von einem wild um sich schießenden Mann getroffen und fällt rückwärts auf die Bühne. Kurz bevor er ohnmächtig wird, fällt ein Stück Beton von der Decke neben ihn auf den Boden.
Nun beginnt die Geschichte in der Geschichte, denn der Film weist zwei Handlungsstränge auf. Auf der realen Ebene wird Izzy an den erlittenen Schussverletzungen sterben, auf der Ebene des Traumes, den Izzy kurz vor seinem Tod imaginiert, wird er ein neues Leben erfahren, ein Leben, das gekennzeichnet ist durch die Liebe zu einem anderen Menschen.
Im Laufe dieses Traumes (der vom Zuschauer bis zur Schlussszene als die Fortsetzung der „Vorgeschichte“ gehalten wird, also nicht für seinen Traum!) werden sich Izzy und Celia („die Himmlische“) durch einen seltsamen Zufall kennenlernen. Nach seiner Entlassung aus dem Krankenhaus findet er nämlich in einer Aktentasche eines auf der Straße erschossenen Mannes einen Stein, verpackt in eine kleine, schwarze Schachtel. In der Aktentasche findet er auch die Telefonnummer von Celia, hingekritzelt auf die Papierserviette eines Lokals. Als er den Stein auspackt und dieser daraufhin unheimlich blau zu leuchten beginnt, bekommt es Izzy mit der Angst und er glaubt, in ein böses Spiel geraten zu sein. Nervös und ungehalten ruft er bei Celia an und steht kurze Zeit später vor ihrer Tür, um sie zu fragen, was es mit dem Stein auf sich hat. Celia weiß keine Antwort, scheinbar lag ihre Nummer nur zufällig in der Tasche des Toten. Sie lässt sich aber auf die Situation ein, packt den Stein aus und hält ihn in ihren Händen, woraufhin der Stein wiederum blau zu leuchten beginnt. Celia ist nun wie verwandelt, sie empfindet Glück und Zufriedenheit und verführt Izzy, mit ihr zusammen den Stein zu berühren. Izzy und Celia scheinen durch die gemeinsame Berührung des Steines das größte Glück auf Erden gefunden zu haben.
Izzy verschafft Celia kurz danach über seine Verbindungen einen neuen Job als Schauspielerin: Sie soll die Filmrolle der Lulu in einer Neuverfilmung von Frank Wedekinds Drama Die Büchse der Pandora übernehmen, die in Irland gedreht werden soll.
Für die Dreharbeiten fliegt Celia nach Dublin, wohin Izzy ihr ein paar Tage später folgen will. Den Stein gibt er ihr mit. Nachdem sie weg ist, wird er von brutalen Männern entführt und in einem Lagerhaus gefangen gehalten. Er nimmt an, dass die Männer auf der Suche nach dem Stein sind, und leugnet, etwas über einen Stein zu wissen. Er kann aber auch nicht auf die vielen Anrufe Celias reagieren, weswegen diese sich Sorgen macht. Später hört er, wie vor dem Lagerhaus Schüsse fallen, und hofft auf seine Befreiung. In den Raum kommt ein Doktor Van Horn, der sich als einer von den Guten vorstellt und Izzy über den Stein befragt. Da Izzy weiterhin so tut, als wisse er von keinem Stein, konfrontiert Van Horn ihn über mehrere Tage mit immer neuen Details aus seinem Leben. Izzy wird dadurch „geläutert“: Er wird dazu gezwungen über sein Leben und seine Schuld im Leben nachzudenken. Horn ist dabei wie ein Engel des jüngsten Gerichts, der Izzy kurz vor seinem realen Tod noch einmal zur Vernunft bringt.
Celia hat inzwischen erfahren, dass Izzy nicht in Dublin angekommen ist, und wird daraufhin sehr traurig. Im Glauben, er hätte sie verlassen, nimmt sie den Stein und lässt ihn von einer Brücke in die Liffey fallen. Van Horn hat die Verbindung zwischen Izzy und Celia herausgefunden und lässt Izzy wütend im Lagerhaus zurück. Diesem gelingt es, sich zu befreien.
Währenddessen wird Celia in Dublin von Van Horn und zwei Männern angesprochen. Sie vermutet schnell, dass sie hinter dem Stein her sind, wirft ihnen die Handtasche mit den Worten „hier ist er drin“ zu und rennt weg. Die beiden Männer verfolgen sie. Auf derselben Brücke, von der sie am Abend zuvor den Stein geworfen hat, wird sie von beiden Seiten der Brücke durch die Männer eingekesselt. Daraufhin steigt sie über das Geländer und springt in den Fluss.
Izzy trifft sich mit dem Produzenten des Films und muss erfahren, dass Celia verschwunden ist. Er bekommt von ihm eine Videokassette mit den bereits abgedrehten Szenen. Als er sich diese anschaut, muss er weinen.
Die letzte Szene des Films spielt wieder in der Realität. Celia steht am Straßenrand und sieht einen Rettungswagen mit Sirene und Blaulicht an sich vorbeifahren. Als das Blaulicht ausgestellt wird, weiß sie, dass der Mensch dort drin (Izzy) gerade verstorben ist, und sie fühlt mit ihm und bekreuzigt sich, obwohl sie nicht weiß, wer darin liegt.

## Interpretation
Lulu on the Bridge ist (auf der zweiten Ebene, der von Izzys Traum) ein Film über die Liebe, den Mythos der grenzenlosen Liebe und die Frage, was kurz vor dem Tod eines Menschen bleibt, welchen Fragen man sich im Leben stellen muss. Der Film handelt dabei von der für Auster typischen Frage, wie der Mensch in der postmodernen Zeit Halt findet, wobei vor allem die Verbindung mit anderen Menschen zu einem erfüllteren Leben führen kann: „Man findet sich selbst nur im Antlitz des anderen.“
Interessant ist in diesem Zusammenhang vor allem die Frage nach der Bedeutung des Steines. „Der Stein ist der Motor dieser Geschichte“, sagt Auster. „Natürlich läßt sich diese Metapher auf unterschiedliche Weisen interpretieren. Für mich symbolisiert der Stein eine Kraft, die uns näher in dieser Welt zusammenbringt.“ Vor allem Izzys Realität bleibt jedoch von diesem Mythos getrennt, liebesleer und gekennzeichnet durch Egoismus, Zufall und Tod, aber auch verbittert durch die Unfähigkeit weiter Saxophon zu spielen, da ihm wegen seiner Schussverletzung ein Lungenflügel entfernt werden musste.
Dass Celia eine Ähnlichkeit zur Lulu-Figur aus Wedekinds Drama aufweist, zeigt sich besonders auf der quasi dritten Ebene des Films, den Dreharbeiten in Irland zu Büchse der Pandora: Gerade dort erscheint Celia als eine junge, hübsche Frau, die für ihre Partner verschiedene Weiblichkeitsrollen annimmt und eine lebendige Sinnlichkeit ausstrahlt, die Männerblicke auf sich zu ziehen und als Schauspielerin in mehrere Rollen zu schlüpfen vermag. Gerade in diesem Zusammenhang ist natürlich auch die Frage interessant, warum sich der Filmtitel auf Lulu und nicht auf Celia bezieht, da doch das Drama Wedekinds, welches zwischen 1892 und 1913 entstand, den Hintergrund zu Lulu on the Bridge lieferte. Auster verwendet diesen Stoff dabei jedoch nur ansatzweise; vor allem greift er auf die Hauptfigur des Dramas, Lulu, zurück, deren Eigenschaften er teilweise seiner Protagonistin im Film, Celia, zukommen lässt.
Auster betonte in einem Interview, dass er daran glaubt, dass Izzys Leben kurz vor dem Tod wirklich geändert wurde, dass er tatsächlich geläutert wurde, dass er die tiefe Liebe zu Celia erfuhr. „Es spielt gar keine Rolle, ob Izzy diese Geschichte nur geträumt hat“, erklärt Auster, „denn sie hat eine gewisse Wirkung hinterlassen, auch wenn sie in einer anderen Dimension passiert ist.“ Aber dies bleibt ein unlösbares Rätsel, wie so viele Dinge in Austers Texten allein mit dem Verstand nicht zu erklären sind.

## Kritiken
Da sich Handlung und Interpretation in diesem Film kaum trennen lassen, wie aus den vorigen Abschnitten ersichtlich, die persönliche Erfahrung und Meinung zu Themen wie „Lieben“, „unerklärliche Phänomene“ usw. eine Rolle bei der Bewertung spielt und er sich zudem auf mehreren Ebenen bewegt, fühlte sich die Kritik zumeist überfordert. Fast durchweg gelobt wurde einzig das Spiel der Hauptdarsteller. Das Lexikon des internationalen Films schrieb, der Film finde „zu keiner überzeugenden erzählerischen und inszenatorischen Einheit“, werfe jedoch „eine Reihe überdenkenswerter Fragen“ auf. Die FAZ fand: „Paul Auster ist ein kleines Meisterwerk gelungen. Er erzählt mit so traumwandlerischem Gespür für den richtigen Rhythmus, dass die Kinominuten zur magischen Beschwörung geraten. Harvey Keitel und Mira Sorvino haben eine überwältigende Kinopräsenz.“ Dagegen riet Bayern 3-Online: „Schriftsteller bleib bei deinen Romanen. Und der Tipp an den potentiellen Zuseher: Lieber einen der wirklich brillanten Romane des Mannes lesen, als sich bei ‚Lulu‘ zu langweilen.“

## Auszeichnungen
- 1998 nominiert für die „Goldene Ähre“ der Semana Internacional de Cine de Valladolid